# Saint-Germain-de-Montbron
 Saint-Germain-de-Montbron  es una población y comuna francesa, en la región de Poitou-Charentes, departamento de Charente, en el distrito de Angoulême y cantón de Montbron.

## Demografía
| 458 | 445 | 456 | 458 | 436 | 434 |
| Para los censos de 1962 a 1999 la población legal corresponde a la población sin duplicidades (Fuente: INSEE [Consultar]) |     |     |     |     |     |